# Cierpiatka
Cierpiatka – część wsi Kamień w Polsce, położona w województwie wielkopolskim, w powiecie kaliskim, w gminie Ceków-Kolonia, pomiędzy rzekami Swędrnia i Żabianka. Wchodzi w skład sołectwa Kamień.
W latach 1975–1998 Cierpiatka należała administracyjnie do województwa kaliskiego.
Teren osady znajduje się w strefie chronionego krajobrazu "Natura 2000" w dolinie rzeki Swędrni i Żabianki.
Przez Cierpiatkę przebiega droga powiatowa nr 4608 Kamień-Murowaniec.
Odcinek drogi od Kamienia (0,00 km) do mostu na rzece Żabiance (1,530 km) jest drogą asfaltową a dalej
odcinek od mostu na rzece Żabiance (1,530 km) poprzez Cierpiatkę do Murowańca (4,350 km) jest drogą gruntową.
W roku 2006 była zaplanowana przebudowa drogi powiatowej nr 4608P Kamień - Murowaniec przebiegającej przez Cierpiatkę. Powiat Kaliski zamierzał zrealizować inwestycję przy udziale środków unijnych. Jednak projekt nie uzyskał wystarczającej liczby punktów i Urząd Marszałkowski w Poznaniu nie przyznał dofinansowania. Z uwagi na koszt inwestycji Powiat Kaliski nie był w stanie samodzielnie zrealizować przedsięwzięcia. Obecnie Rada Powiatu Kaliskiego nie zdecydowała się o powtórnym wprowadzeniu przedmiotowej inwestycji do realizacji. 
W roku 1936 według map Wojskowego Instytutu Geograficznego jedynymi zabudowaniami były budynki nieistniejącej od 2002 r. leśniczówki w pobliskim lesie.
Na skraju lasu znajduje się mogiła z napisem: "W hołdzie powstańcom 1863 r. - Mieszkańcy Ziemi Kaliskiej 1975 r."
7 października 1863 roku na pobliskich łąkach odbyła się bitwa Powstańców z wojskami Rosyjskimi.
Obok mogiły znajduje się 4-metrowy drewniany krzyż.
Pomnik postawiono w miejscu potyczki 100-osobowego oddziału powstańców z wojskami rosyjskimi w sile 2 rot piechoty i sotni Kozaków, która miała miejsce 7 października 1863. Nie wiadomo, z czyjej inicjatywy powstał obelisk. Wiadomo jednak, że ok. 1976 leśniczy Leonard Duszeńko, wraz z synem Wojciechem i innymi pomocnikami potajemnie ustawili przy nim krzyż akacjowy, zastąpiony z biegiem czasu przez obecny.
W roku 2007 została wybudowana sieć wodociągowa dla miejscowości Cierpiatka o średnicy Fi 90 i o długości 1506,00 mb. Wartość wykonanej inwestycji wyniosła 67.924,58 zł.
W styczniu 2011 została zmodernizowana i rozbudowana sieć energetyczna.
W sierpniu 2016 kosztem 170 037,66 zł została przebudowana droga powiatowa 4608P, na odcinku 675 m od mostu na rzece Żabiance w kierunku Murowańca. Powstała droga o nawierzchni bitumicznej o szerokości 4 m i 0,5 pobocza po obu stronach drogi.

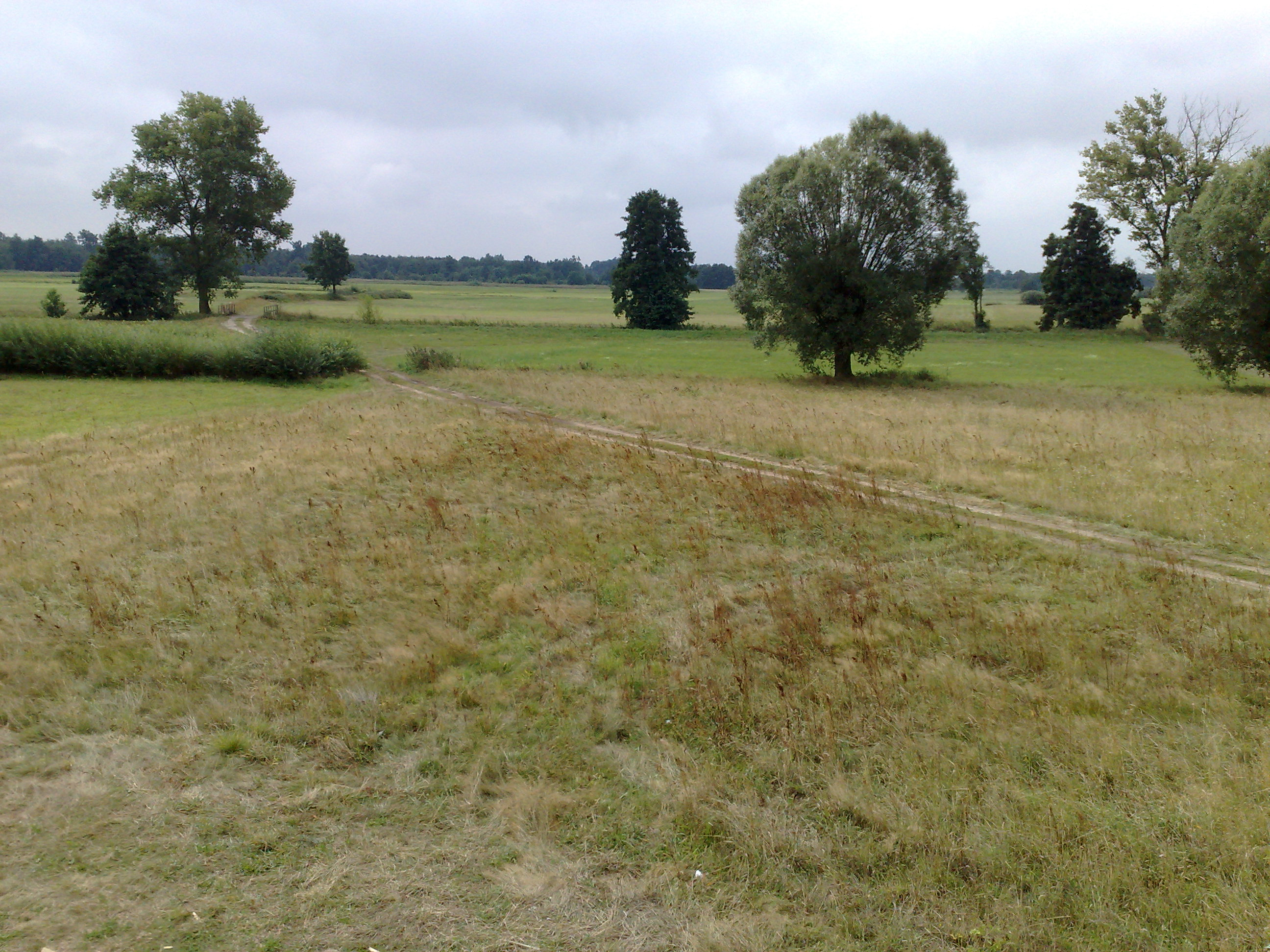
Panorama Cierpiatki
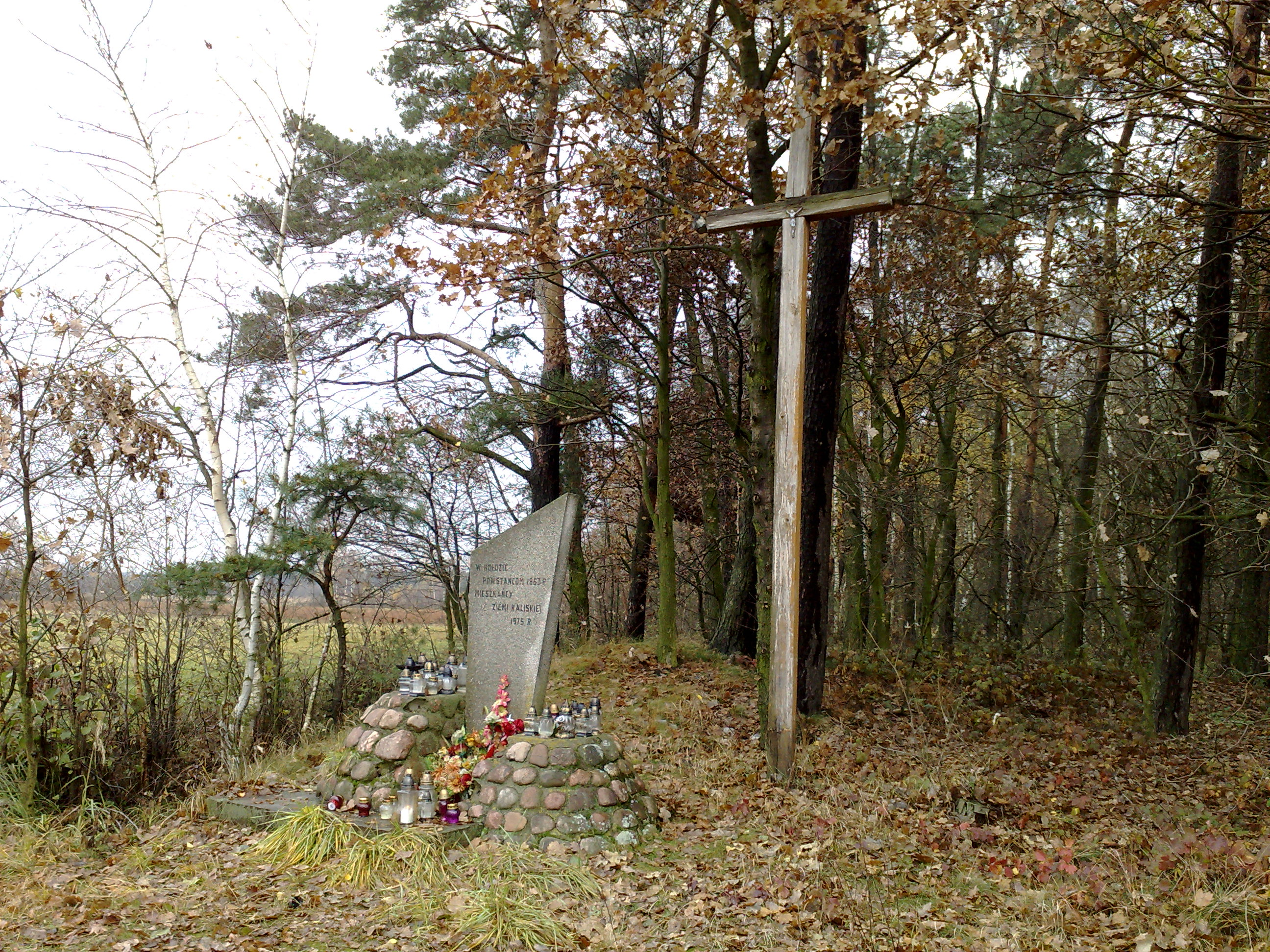
Pomnik Powstańców Styczniowych 1863
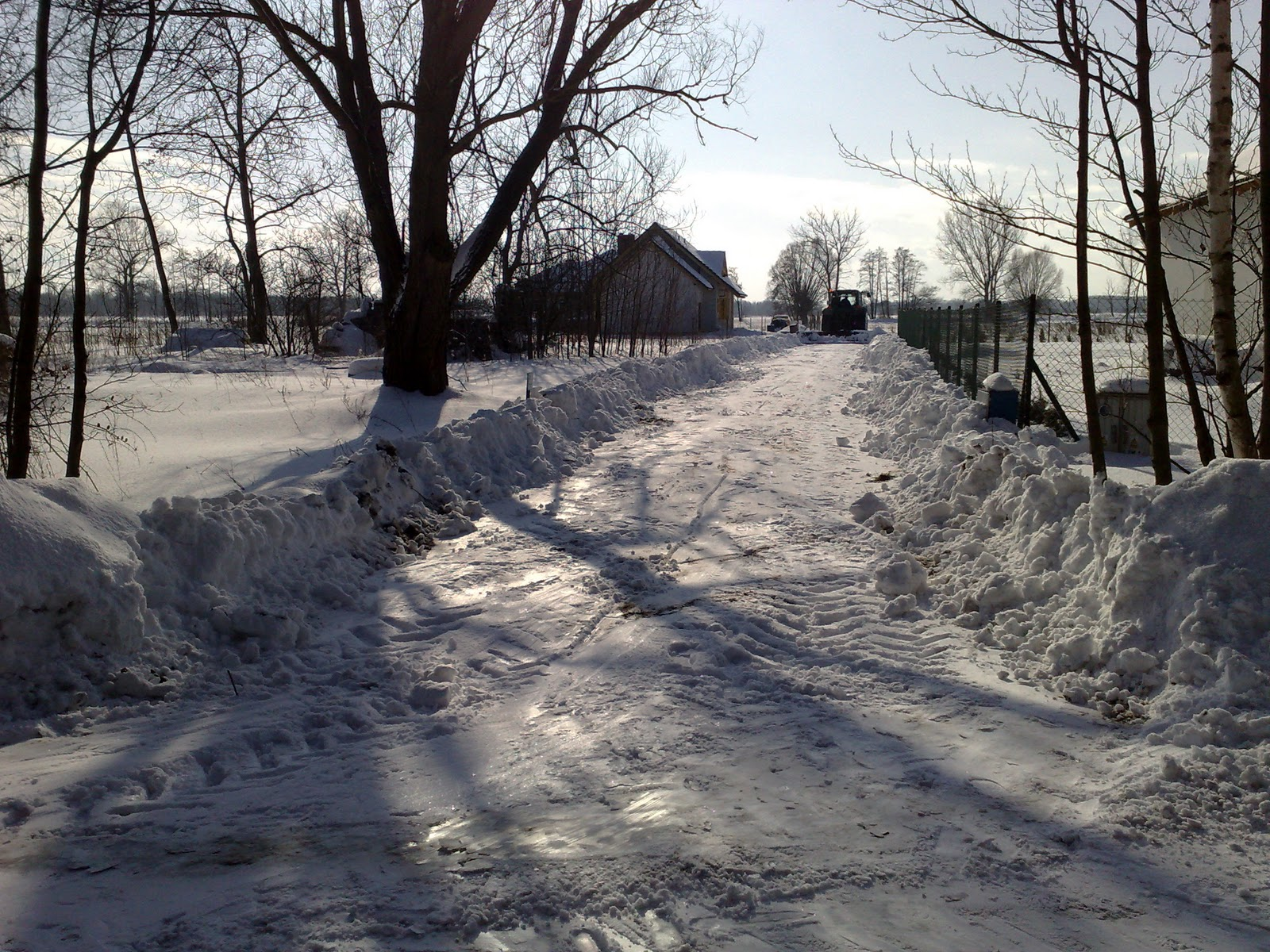
Odśnieżanie drogi zimą
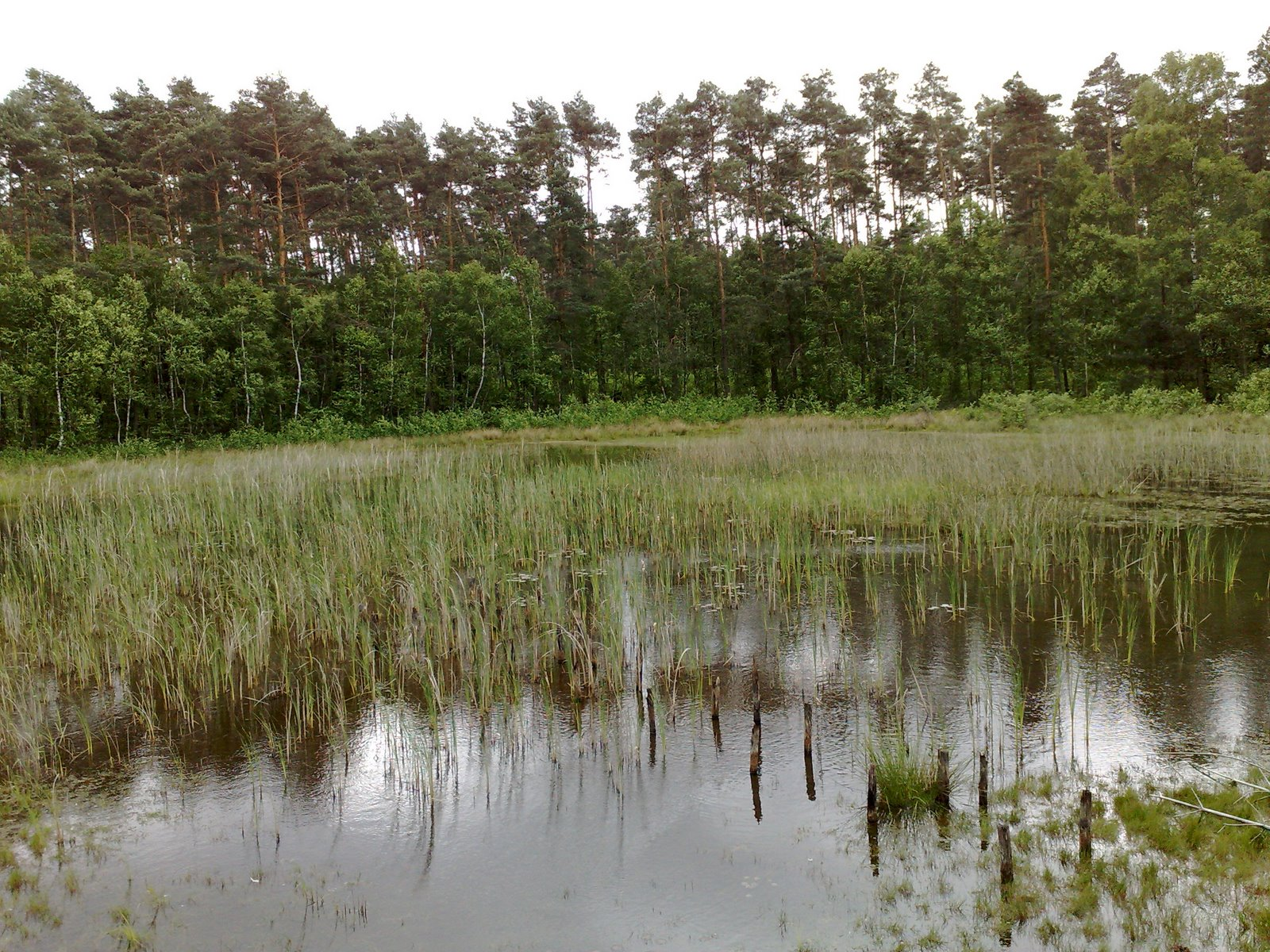
Bagna w lesie
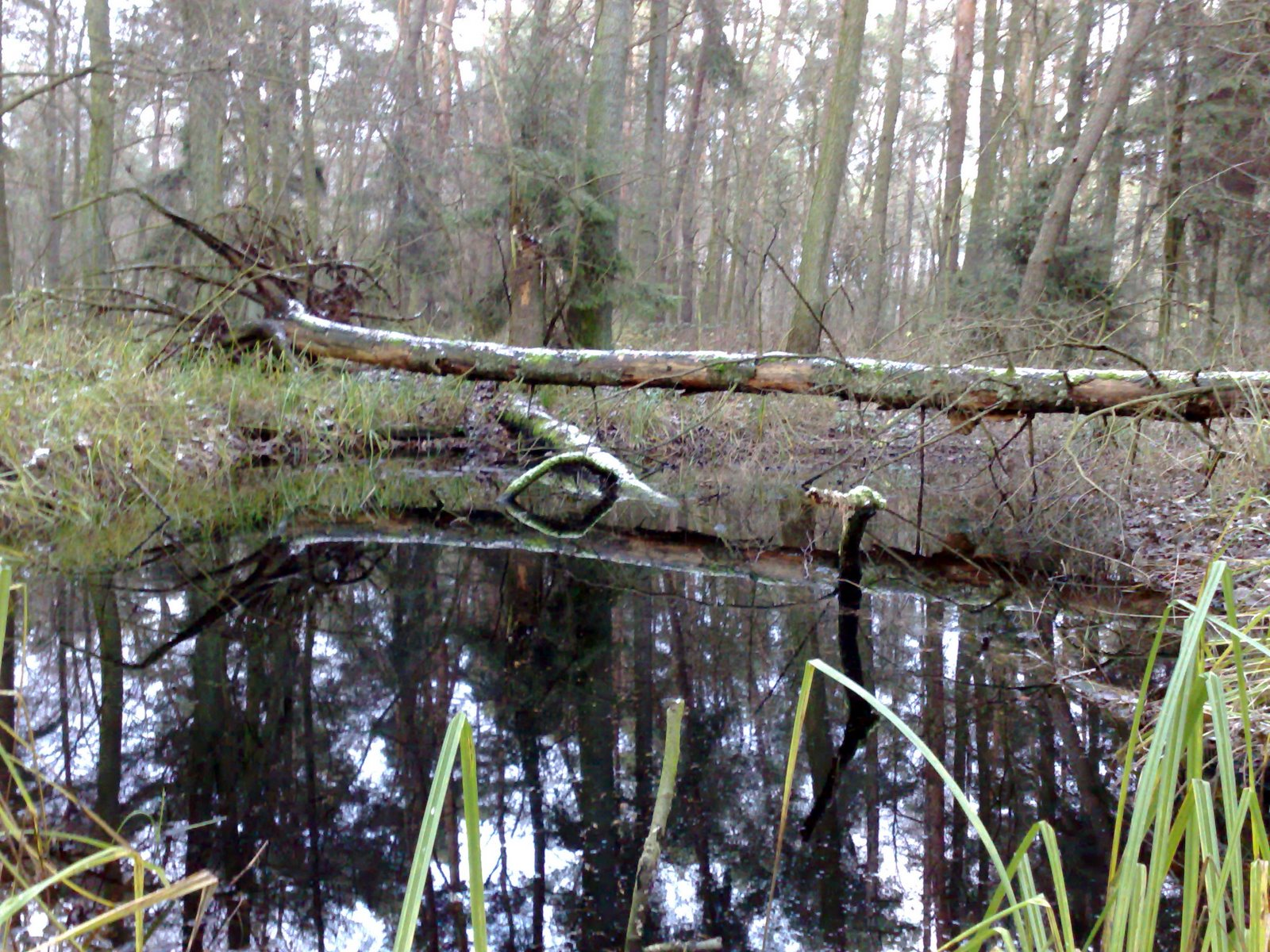
Mokradła
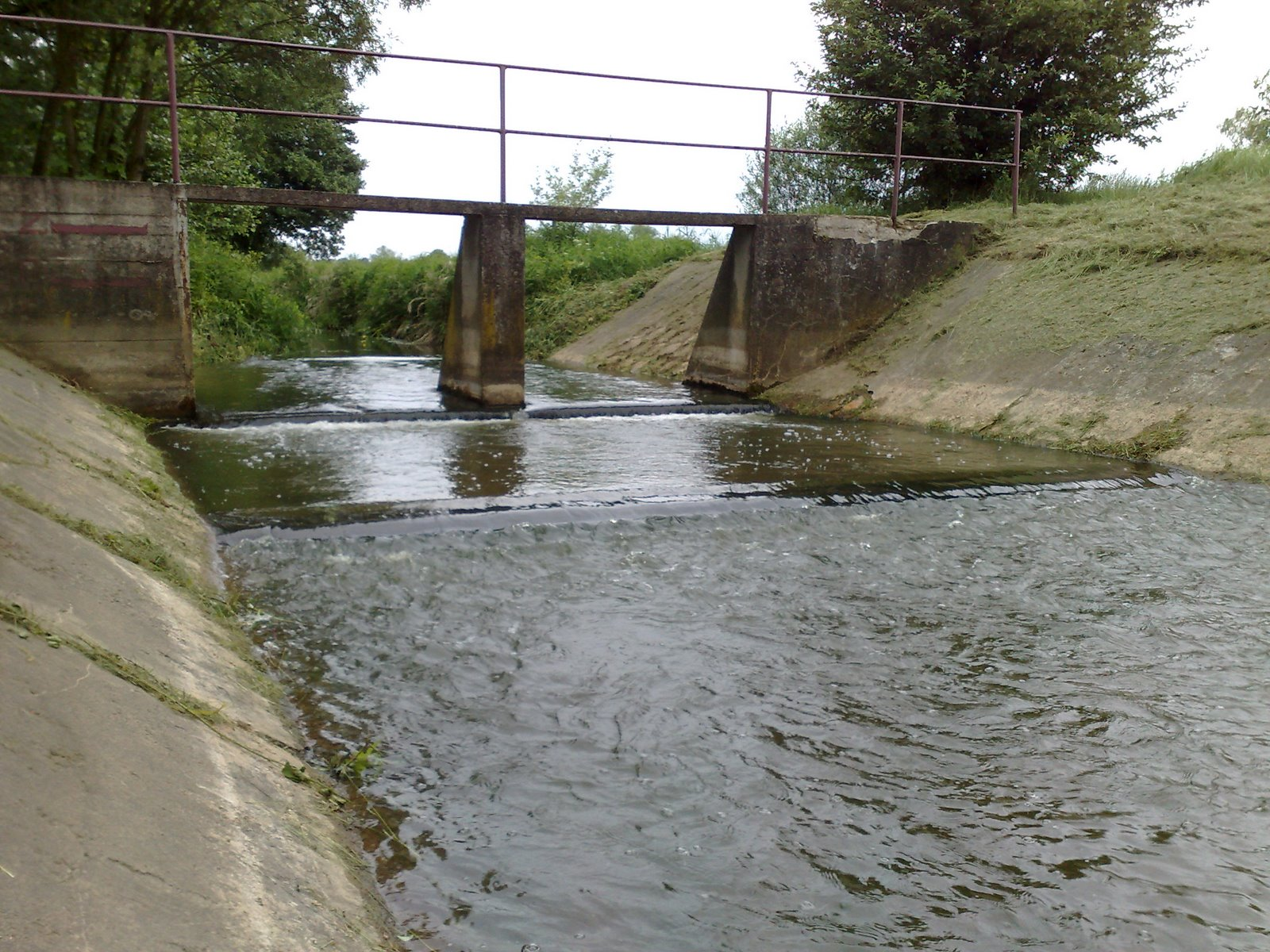
Rzeka Swędrnia
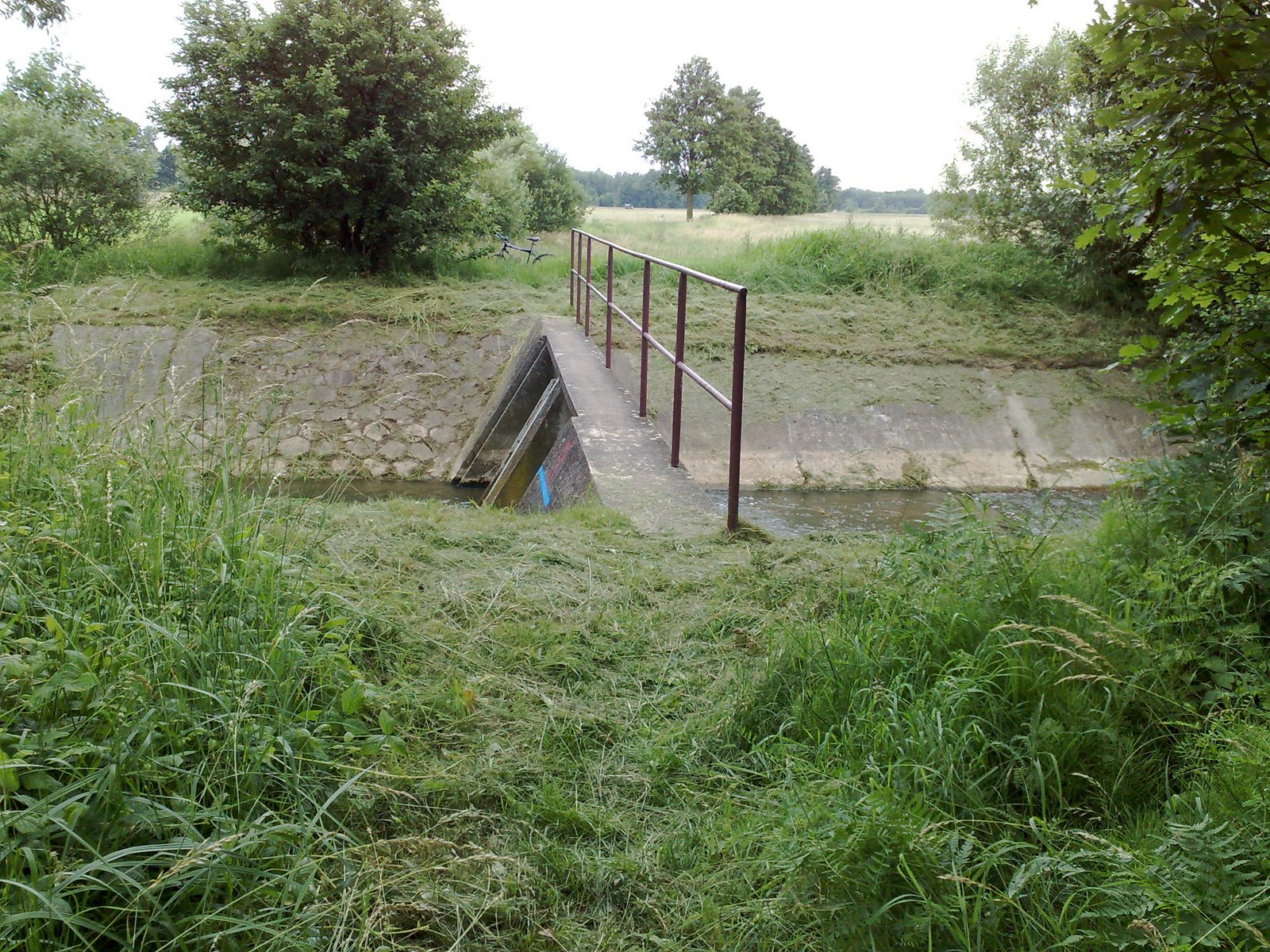
Kładka na rzece Swędrni
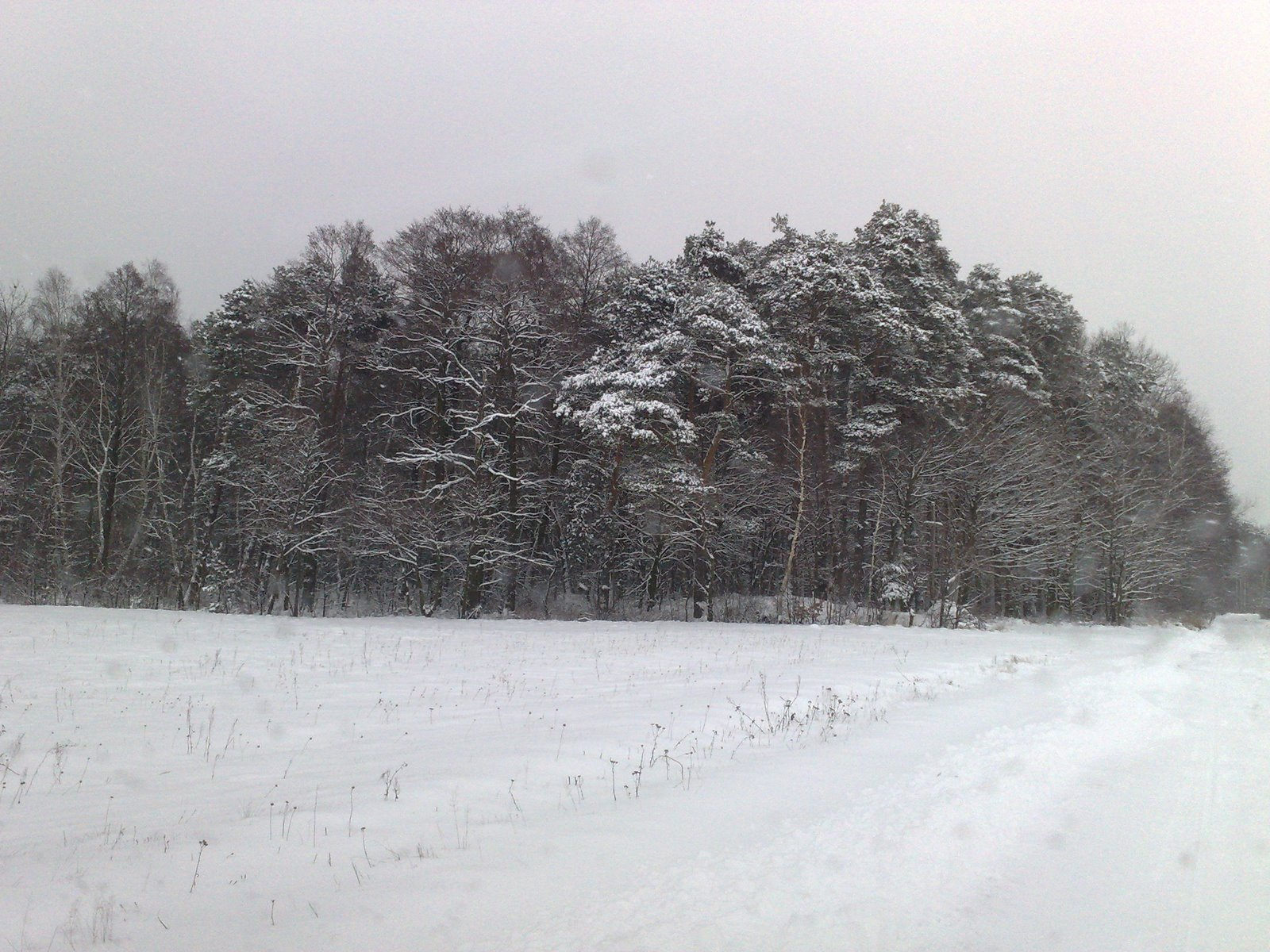
Droga na Cierpiatkę zimą
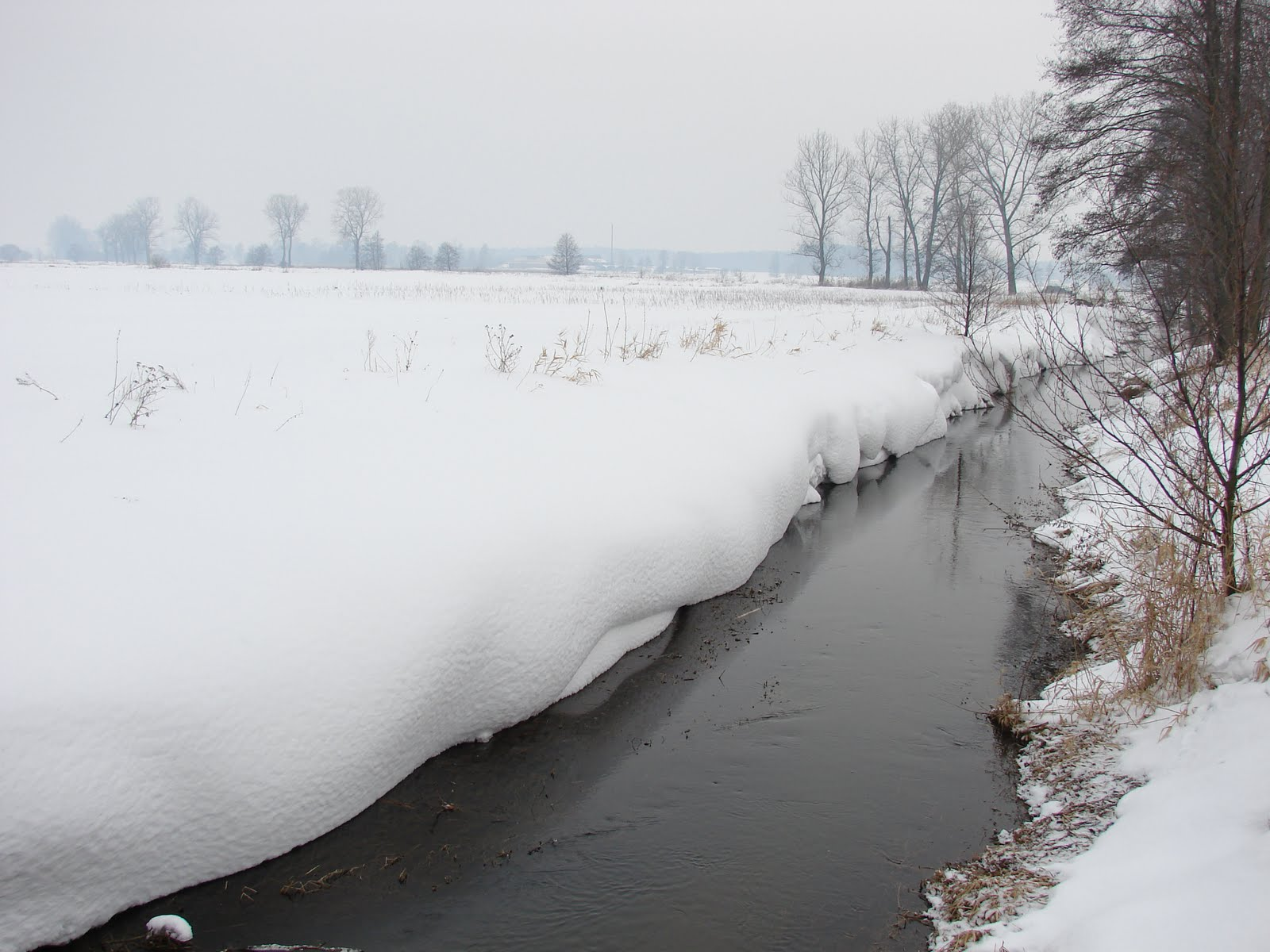
Nawisy śnieżne na rzece Swędrni
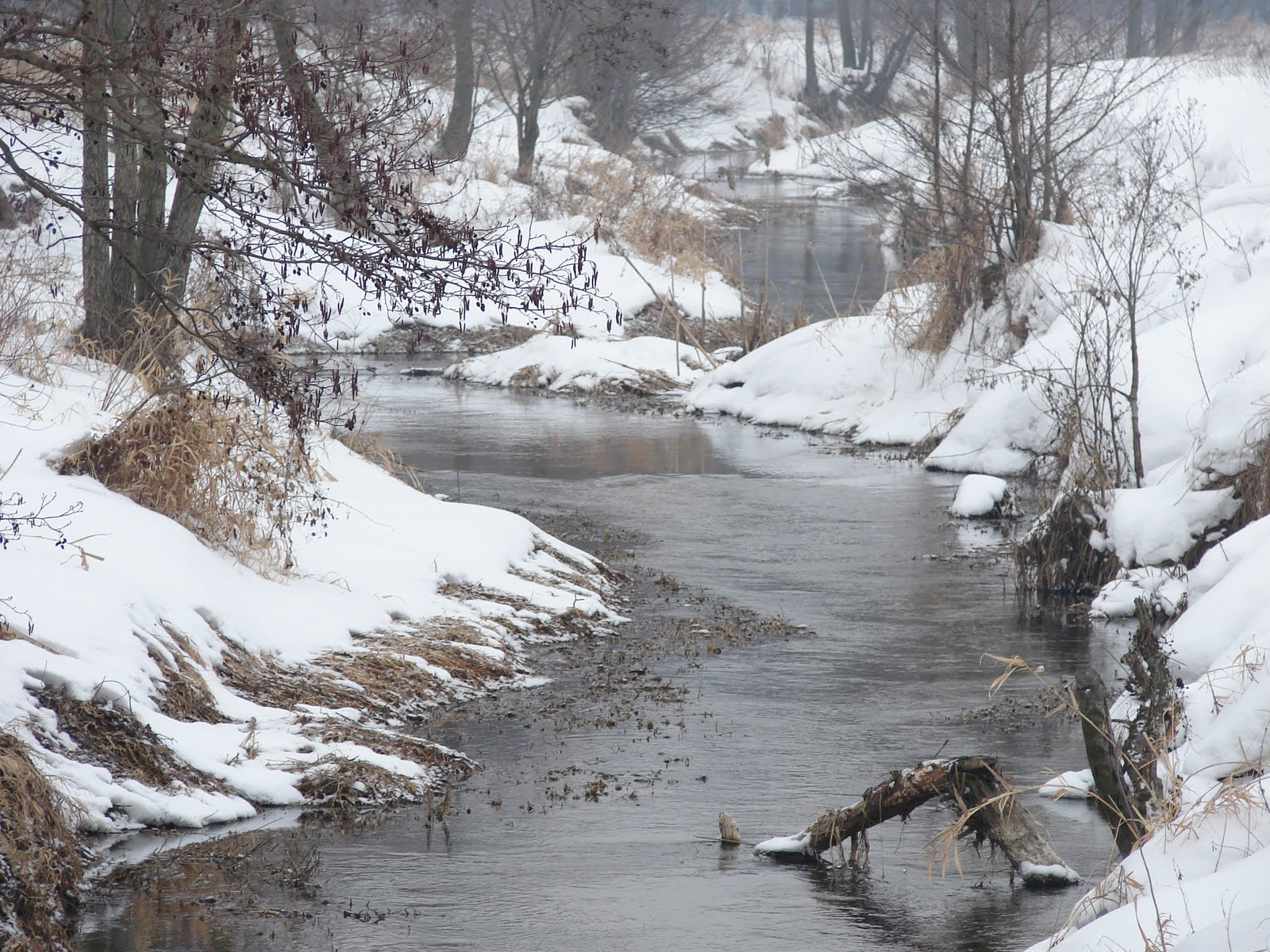
Rzeka Swędrnia zimą